# Soldier of Fortune II: Double Helix
Soldier of Fortune 2: Double Helix je FPS akční počítačová hra navazující na předchozí díl stejnojmenné série. Hru vyvíjela společnost Raven Software a vydala ji Activision v roce 2002, opět s možností multiplayeru.

## Děj
Děj se odehrává v roce 2002 a v roli hlavního hrdiny se opět ocitá žoldák John Mullins. Na začátku však proběhne vzpomínka, kdy před třinácti lety musel John odjet do Prahy, aby osvobodil jistého doktora Ivanovitche ze střeženehé hotelu. Tento doktor vyvíjel biologické zbraně ve Sverdlovsku, kde též došlo k incidentu a rozhodl se přeběhnout na západ.
Nyní byl v kolumbijské vesnici Pureza vypuštěn zákeřný virus. The Shop proto posílá Johna a jeho nového parťáka Madeline Taylorovou do Kolumbie vyšetřit, co se stalo. Základna mariňáků je však napadena a John se musí prostřílet hustou džunglí, kde se setká s týmem, který má za úkol zachránit zajatého vojáka. V Pureze pak navštíví Taylorovou, kde se dozvídá, že vir Romulus byl vypuštěn do zdejšího zdroje vody. Neinfikuje však zvířata ani rostliny, pouze lidi.
John si je jistý, že obchodník se zbraněma Manuel Vergara má s tímto souvislost. Proto se vydává do jeho přísně střeženého sídla poblíž města Bucaramanga, aby z Vergary dostal informace o organizaci Prometheus, na kterou je napojený. Ten se však sám zastřelí místo toho, aby něco řekl, protože by to ohrozilo život jeho a jeho rodiny.
Co se John dozví je ale fakt, že Romulus míří do Ameriky. Proto musí s Taylorovou loď v Atlantiku stihnout a potopit i s virem, neboť zředění s vodou je jediný způsob, jak ho zneškodnit.
V New Yorku se John opět setká se Samem Gladstonem. Zjistí, že Romulus má své "dvojče" jménem Remus, ale neví se, co je zač. Ví se ale, že je vyvíjen v Hongkongu, proto se tam John sám vydává zjistit bližší informace a také nalézt člověka pod přezdívkou Deviant1, který má s vývojem viru souvislost. V Hongkongu je však zajat a držen ve vězení. Poznává pravou identitu cíle, kterým je Ran Ningkong též napojená na Prometheus. Setkává se též s teroristou Alexeiem Nachradem, o kterém zatím nic neví. Z vězení však s pomocí dalšího vězně uteče.
Když se vrátí do New Yorku, v Samově knihkupectví dojde k výbuchu a John musí Sama zachránit. V nemocnici ho též navštíví Taylorová, ale ve stejné době usiluje organizace Prometheus o Samův život. Nemocnici napadnou, ale zastřelí Taylorovou. John proto neváhá zasáhnout.
Sam před útokem zjistil, že Prometheus operuje na Kamčatce, kde pracuje doktor Sestrogor, dávný kolega doktora Ivanovitche pravděpodobně zodpovědný za Romulus. The Shop proto Johna posílá do Ruska, aby doktora Sestrogora zajal a odvezl. Od něj se dozvídá, že neznámý Alexei Nachrade plánuje vypustit Romulus na světovém obchodním setkání ve Švýcarsku a poté vydírat vlády světa o protilék.
John jede do Bernu, kde Prometheus obsadil letiště a v zajetí drží civilisty. Dostane se do letadla, kde Nachrada zastřelí. Během toho je organizace The Shop napadena Prometheem.
John se vydává zpět do Texasu zlikvidovat Prometheus uvnitř budovy. Nachází špiona, který pro Prometheus pracoval a je odhodlán ho zneškodnit.

## Obsah

### Lokace
| Země      | Země           | Lokace                 |
| --------- | -------------- | ---------------------- |
| Česko     | Československo | Praha (1989)           |
| Kolumbie  | Kolumbie       | Sincelejo, Bucaramanga |
| Hongkong  | Čína           | Hongkong               |
| USA       | USA            | New York, New York     |
| Rusko     | Rusko          | Kamčatka               |
| Švýcarsko | Švýcarsko      | Bern                   |
| USA       | USA            | Texas, Lockhart        |

### Vybavení
Ve hře je na výběr celkem 15 zbraní, 5 druhů granátů, slzné plyny, dalekohled, brýle s režimem nočního nebo termálního vidění, lékárnička a neprůstřelná vesta. Šíře výběru je opět dána v závislosti na počtu odehraných levelů.